# Campeonato de Primera División 1988-89 (Argentina)
El Campeonato de Primera División 1988-89 de fútbol fue el septuagésimo noveno de la era profesional. Fue organizado por la Asociación del Fútbol Argentino entre el 11 de septiembre de 1988 y el 28 de mayo de 1989, con un paréntesis desde el 22 de diciembre al 28 de enero, en dos ruedas de todos contra todos. 
Tuvo una reglamentación particular que establecía el desempate por tiros desde el punto penal de los partidos igualados, de tal manera que se otorgaban tres puntos por partido ganado, un punto por el empate y un punto extra para el equipo que ganara el desempate. Las tandas de penales se ejecutaban al finalizar el partido respectivo, lo que, en muchos casos, postergó la finalización de los encuentros de manera exagerada. Esa y otras razones, como la falta de interés del público, hicieron que se tratara de un ensayo fallido, que se discontinuó en el siguiente torneo.
El campeón fue el Club Atlético Independiente, que clasificó a la Copa Libertadores 1990, así como el ganador de la Liguilla pre-Libertadores, que se jugó por un complejo sistema de doble eliminación, previa clasificación de los equipos en dos grupos, según su ubicación en la tabla de posiciones final.
Por otra parte, la primera rueda, a la que se denominó Torneo Apertura 1988-89, se usó para determinar a los participantes argentinos en la Copa Libertadores 1989.
Se establecieron, asimismo, los descensos al Nacional B, según los promedios de los tres últimos torneos. Para los mismos, el puntaje de este certamen se computó por el sistema normal: dos puntos al ganador, uno al empate y ninguno por la derrota.

## Ascensos y descensos
| Pos     | Equipos ascendidos |
| ------- | ------------------ |
| 1.º     | Deportivo Mandiyú  |
| 1.º Red | San Martín (T)     |

| Prom | Equipos descendidos en la temporada 1987-88 |
| ---- | ------------------------------------------- |
| 19.º | Unión                                       |
| 20.º | Banfield                                    |

## Equipos
| Equipo             | Ciudad       |
| ------------------ | ------------ |
| Argentinos Juniors | Buenos Aires |
| Boca Juniors       | Buenos Aires |
| Deportivo Armenio  | Buenos Aires |
| Deportivo Español  | Buenos Aires |
| Deportivo Mandiyú  | Corrientes   |
| Estudiantes        | La Plata     |
| Ferro Carril Oeste | Buenos Aires |
| Gimnasia y Esgrima | La Plata     |
| Independiente      | Avellaneda   |
| Instituto          | Córdoba      |
| Newell's Old Boys  | Rosario      |
| Platense           | Florida      |
| Racing             | Córdoba      |
| Racing Club        | Avellaneda   |
| River Plate        | Buenos Aires |
| Rosario Central    | Rosario      |
| San Lorenzo        | Buenos Aires |
| San Martín         | Tucumán      |
| Talleres           | Córdoba      |
| Vélez Sarsfield    | Buenos Aires |

### Distribución geográfica de los equipos
| Región                  | Cant. | Equipos |
| ----------------------- | ----- | --- |
| Ciudad de Buenos Aires  | 8     | Argentinos Juniors, Boca Juniors, Deportivo Armenio, Deportivo Español, Ferro Carril Oeste, River Plate, San Lorenzo y Vélez Sarsfield |
| Conurbano bonaerense    | 3     | Independiente, Platense y Racing Club                                                                                                  |
| Provincia de Córdoba    | 3     | Instituto, Racing y Talleres |
| Ciudad de La Plata      | 2     | Estudiantes y Gimnasia y Esgrima |
| Ciudad de Rosario       | 2     | Newell's Old Boys y Rosario Central |
| Provincia de Corrientes | 1     | Deportivo Mandiyú |
| Provincia de Tucumán    | 1     | San Martín |

## Tabla de posiciones final
| Pos  | Equipo                  | Pts | PJ | G  | EG | EP | P  | GF | GC | DIF |
| ---- | ----------------------- | --- | -- | -- | -- | -- | -- | -- | -- | --- |
| 1.º  | Independiente           | 84  | 38 | 22 | 7  | 4  | 5  | 58 | 32 | 26  |
| 2.º  | Boca Juniors            | 76  | 38 | 20 | 7  | 2  | 9  | 56 | 38 | 18  |
| 3.º  | Deportivo Español       | 68  | 38 | 16 | 6  | 8  | 8  | 45 | 31 | 14  |
| 4.º  | River Plate             | 67  | 38 | 16 | 6  | 7  | 9  | 45 | 36 | 9   |
| 5.º  | San Lorenzo             | 66  | 38 | 16 | 8  | 2  | 12 | 46 | 32 | 14  |
| 6.º  | Talleres (C)            | 65  | 38 | 16 | 5  | 7  | 10 | 48 | 43 | 5   |
| 7.º  | Argentinos Juniors      | 61  | 38 | 13 | 6  | 10 | 9  | 34 | 31 | 3   |
| 8.º  | Estudiantes (LP)        | 61  | 38 | 15 | 4  | 8  | 11 | 34 | 34 | 0   |
| 9.º  | Racing Club             | 59  | 38 | 13 | 6  | 10 | 9  | 47 | 41 | 6   |
| 10.º | Gimnasia y Esgrima (LP) | 57  | 38 | 10 | 11 | 5  | 12 | 40 | 40 | 0   |
| 11.º | Vélez Sarsfield         | 53  | 38 | 8  | 12 | 5  | 13 | 45 | 46 | -1  |
| 12.º | Newell's Old Boys       | 51  | 38 | 11 | 7  | 6  | 14 | 41 | 43 | -2  |
| 13.º | Rosario Central         | 51  | 38 | 10 | 7  | 9  | 12 | 40 | 43 | -3  |
| 14.º | Deportivo Mandiyú       | 51  | 38 | 7  | 11 | 8  | 12 | 35 | 40 | -5  |
| 15.º | Platense                | 50  | 38 | 11 | 6  | 5  | 16 | 44 | 50 | -6  |
| 16.º | Racing (C)              | 50  | 38 | 11 | 6  | 5  | 16 | 34 | 39 | -5  |
| 17.º | San Martín (T)          | 46  | 38 | 12 | 2  | 8  | 16 | 40 | 56 | -16 |
| 18.º | Ferro Carril Oeste      | 45  | 38 | 8  | 7  | 7  | 16 | 32 | 48 | -16 |
| 19.º | Deportivo Armenio       | 37  | 38 | 5  | 7  | 8  | 18 | 39 | 53 | -14 |
| 20.º | Instituto               | 31  | 38 | 7  | 1  | 8  | 22 | 38 | 65 | -37 |

|  |                                                                                    |
|  | Campeón.                                                                           |
|  | Clasificados a la liguilla Pre-Libertadores.                                       |
|  | Relegados a la liguilla Clasificación.                                             |
|  | Clasificado a la liguilla Pre-Libertadores como ganador del Clasificación 1987-88. |
|  | Descendieron al Nacional B (por promedios).                                        |

## Torneo Apertura 1988-89
Constituyó la primera parte del certamen. Se jugó del 11 de septiembre al 22 de diciembre de 1988, y al final de la misma los equipos que ocuparon las dos primeras posiciones fueron clasificados a la Copa Libertadores 1989.

### Tabla de posiciones final
| Pos  | Equipo                  | Pts | PJ | PG | EG | EP | PP | GF | GC | DIF |
| ---- | ----------------------- | --- | -- | -- | -- | -- | -- | -- | -- | --- |
| 1.º  | Racing Club             | 39  | 19 | 10 | 3  | 3  | 3  | 28 | 18 | 10  |
| 2.º  | Boca Juniors            | 39  | 19 | 10 | 4  | 1  | 4  | 26 | 18 | 8   |
| 3.º  | Independiente           | 37  | 19 | 9  | 3  | 4  | 3  | 32 | 19 | 13  |
| 4.º  | Deportivo Español       | 37  | 19 | 8  | 4  | 5  | 2  | 21 | 11 | 10  |
| 5.º  | Argentinos Juniors      | 35  | 19 | 7  | 5  | 4  | 3  | 31 | 20 | 9   |
| 6.º  | River Plate             | 30  | 19 | 8  | 1  | 4  | 6  | 36 | 26 | 10  |
| 7.º  | Gimnasia y Esgrima (LP) | 30  | 19 | 5  | 6  | 3  | 5  | 14 | 15 | -1  |
| 8.º  | San Lorenzo             | 29  | 19 | 6  | 5  | 1  | 7  | 32 | 26 | 6   |
| 9.º  | Estudiantes (LP)        | 29  | 19 | 6  | 3  | 5  | 5  | 20 | 18 | 2   |
| 10.º | Ferro Carril Oeste      | 27  | 19 | 5  | 4  | 4  | 6  | 18 | 19 | -1  |
| 11.º | Platense                | 27  | 19 | 5  | 5  | 2  | 7  | 17 | 20 | -3  |
| 12.º | San Martín (T)          | 26  | 19 | 6  | 1  | 6  | 6  | 23 | 24 | -1  |
| 13.º | Talleres (C)            | 25  | 19 | 5  | 3  | 4  | 7  | 20 | 25 | -5  |
| 14.º | Newell's Old Boys       | 25  | 19 | 4  | 4  | 5  | 6  | 15 | 20 | -5  |
| 15.º | Vélez Sarsfield         | 25  | 19 | 4  | 6  | 1  | 8  | 22 | 30 | -8  |
| 16.º | Rosario Central         | 24  | 19 | 4  | 4  | 4  | 7  | 25 | 29 | -4  |
| 17.º | Deportivo Mandiyú       | 23  | 19 | 3  | 4  | 6  | 6  | 17 | 23 | -6  |
| 18.º | Racing (C)              | 22  | 19 | 5  | 3  | 1  | 10 | 16 | 26 | -10 |
| 19.º | Deportivo Armenio       | 20  | 19 | 3  | 4  | 3  | 9  | 15 | 30 | -15 |
| 20.º | Instituto               | 18  | 19 | 4  | 0  | 6  | 9  | 18 | 31 | -13 |

|  |                                           |
|  | Clasificados a la Copa Libertadores 1989. |

## Torneo de clasificación a la Copa Libertadores
Conocido como Liguilla pre-Libertadores, se definió mediante la realización de un torneo por doble eliminación, con una rueda de ganadores y otra de perdedores, para determinar el segundo equipo clasificado a la Copa Libertadores 1990 con el enfrentamiento de los vencedores de cada una de ellas.

### Torneo octogonal
Fue la rueda de ganadores. Clasificaron los 6 equipos mejor ubicados en la tabla final del torneo, a los que se sumaron Chaco For Ever, como campeón del Nacional B 1988-89, y Platense, ganador de la Liguilla Clasificación 1987-88.

#### Cuartos de final
| Cuarto de final 1                                                | Cuarto de final 1 | Cuarto de final 1 | Cuarto de final 1   | Cuarto de final 1 | Cuarto de final 1 |
| Local                                                            | Resultado         | Visitante         | Estadio             | Fecha             |                   |
| ---------------------------------------------------------------- | ----------------- | ----------------- | ------------------- | ----------------- | ----------------- |
| Chaco For Ever                                                   | 0 - 1             | Boca Juniors      | Juan Alberto García | 3 de junio        |                   |
| Boca Juniors                                                     | 2 - 1             | Chaco For Ever    | La Bombonera        | 7 de junio        |                   |
| Chaco For Ever pasó a la segunda ronda de la rueda de perdedores |                   |                   |                     |                   |                   |

| Cuarto de final 2                                             | Cuarto de final 2 | Cuarto de final 2  | Cuarto de final 2 | Cuarto de final 2 | Cuarto de final 2 |
| Local                                                         | Resultado         | Visitante          | Estadio           | Fecha             |                   |
| ------------------------------------------------------------- | ----------------- | ------------------ | ----------------- | ----------------- | ----------------- |
| Argentinos Juniors                                            | 2 - 0             | River Plate        | José Amalfitani   | 4 de junio        |                   |
| River Plate                                                   | 1 - 0             | Argentinos Juniors | Monumental        | 7 de junio        |                   |
| River Plate pasó a la segunda ronda de la rueda de perdedores |                   |                    |                   |                   |                   |

| Cuarto de final 3                                              | Cuarto de final 3 | Cuarto de final 3 | Cuarto de final 3 | Cuarto de final 3 | Cuarto de final 3 |
| Local                                                          | Resultado         | Visitante         | Estadio           | Fecha             |                   |
| -------------------------------------------------------------- | ----------------- | ----------------- | ----------------- | ----------------- | ----------------- |
| Talleres (C)                                                   | 0 - 2             | San Lorenzo       | La Boutique       | 4 de junio        |                   |
| San Lorenzo                                                    | 1 - 1             | Talleres (C)      | Tomás Adolfo Ducó | 7 de junio        |                   |
| Talleres (C) pasó a la segunda ronda de la rueda de perdedores |                   |                   |                   |                   |                   |

| Cuarto de final 4                                                   | Cuarto de final 4 | Cuarto de final 4 | Cuarto de final 4       | Cuarto de final 4 | Cuarto de final 4 |
| Local                                                               | Resultado         | Visitante         | Estadio                 | Fecha             |                   |
| ------------------------------------------------------------------- | ----------------- | ----------------- | ----------------------- | ----------------- | ----------------- |
| Platense                                                            | 0 - 0             | Deportivo Español | Ciudad de Vicente López | 4 de junio        |                   |
| Deportivo Español                                                   | 1 - 3             | Platense          | España                  | 7 de junio        |                   |
| Deportivo Español pasó a la tercera ronda de la rueda de perdedores |                   |                   |                         |                   |                   |

#### Semifinales
| Semifinal 1                                                          | Semifinal 1 | Semifinal 1        | Semifinal 1                   | Semifinal 1 | Semifinal 1 |
| Local                                                                | Resultado   | Visitante          | Estadio                       | Fecha       |             |
| -------------------------------------------------------------------- | ----------- | ------------------ | ----------------------------- | ----------- | ----------- |
| San Lorenzo                                                          | 1 - 0       | Argentinos Juniors | Tomás Adolfo Ducó             | 11 de junio |             |
| Argentinos Juniors                                                   | 1 - 3       | San Lorenzo        | Arquitecto Ricardo Etcheverri | 14 de junio |             |
| Argentinos Juniors pasó a la tercera ronda de la rueda de perdedores |             |                    |                               |             |             |

| Semifinal 2                                                | Semifinal 2 | Semifinal 2  | Semifinal 2     | Semifinal 2 | Semifinal 2 |
| Local                                                      | Resultado   | Visitante    | Estadio         | Fecha       |             |
| ---------------------------------------------------------- | ----------- | ------------ | --------------- | ----------- | ----------- |
| Platense                                                   | 1 - 1       | Boca Juniors | José Amalfitani | 11 de junio |             |
| Boca Juniors (*)                                           | 1 - 1       | Platense     | La Bombonera    | 14 de junio |             |
| Platense pasó a la tercera ronda de la rueda de perdedores |             |              |                 |             |             |

#### Final
El Club Atlético San Lorenzo de Almagro, ganador del Torneo Octogonal, clasificó a la final por la plaza en la Copa Libertadores 1990, contra el ganador de la rueda de perdedores.
| Final                                                  | Final     | Final        | Final             | Final       | Final |
| Local                                                  | Resultado | Visitante    | Estadio           | Fecha       |       |
| ------------------------------------------------------ | --------- | ------------ | ----------------- | ----------- | ----- |
| Boca Juniors                                           | 1 - 1     | San Lorenzo  | La Bombonera      | 16 de junio |       |
| San Lorenzo                                            | 4 - 0     | Boca Juniors | Tomás Adolfo Ducó | 22 de junio |       |
| Boca Juniors pasó a la final de la rueda de perdedores |           |              |                   |             |       |

### Torneo Clasificación
Fue la denominación que se dio a la rueda de perdedores, a la que se relegó a todos los equipos no clasificados a la de ganadores, exceptuando los dos descendidos.

#### Primera fase
| Llave 1                 | Llave 1   | Llave 1                 | Llave 1    | Llave 1    | Llave 1 |
| Local                   | Resultado | Visitante               | Estadio    | Fecha      |         |
| ----------------------- | --------- | ----------------------- | ---------- | ---------- | ------- |
| Racing (C)              | 0 - 0     | Gimnasia y Esgrima (LP) | Racing (C) | 3 de junio |         |
| Gimnasia y Esgrima (LP) | 2 - 0     | Racing (C)              | Del Bosque | 7 de junio |         |

| Llave 2           | Llave 2   | Llave 2           | Llave 2            | Llave 2    | Llave 2 |
| Local             | Resultado | Visitante         | Estadio            | Fecha      |         |
| ----------------- | --------- | ----------------- | ------------------ | ---------- | ------- |
| Deportivo Mandiyú | 1 - 1     | Vélez Sarsfield   | Huracán Corrientes | 4 de junio |         |
| Vélez Sarsfield   | 0 - 3     | Deportivo Mandiyú | José Amalfitani    | 7 de junio |         |

| Llave 3            | Llave 3   | Llave 3            | Llave 3                       | Llave 3    | Llave 3 |
| Local              | Resultado | Visitante          | Estadio                       | Fecha      |         |
| ------------------ | --------- | ------------------ | ----------------------------- | ---------- | ------- |
| Racing Club        | 0 - 1     | Ferro Carril Oeste | El Cilindro                   | 4 de junio |         |
| Ferro Carril Oeste | 0 - 0     | Racing Club        | Arquitecto Ricardo Etcheverri | 7 de junio |         |

| Llave 4          | Llave 4   | Llave 4          | Llave 4            | Llave 4    | Llave 4 |
| Local            | Resultado | Visitante        | Estadio            | Fecha      |         |
| ---------------- | --------- | ---------------- | ------------------ | ---------- | ------- |
| Estudiantes (LP) | 0 - 0     | Instituto        | Jorge Luis Hirschi | 4 de junio |         |
| Instituto        | 1 - 0     | Estudiantes (LP) | Juan Domingo Perón | 7 de junio |         |

| Llave 5           | Llave 5   | Llave 5           | Llave 5                       | Llave 5     | Llave 5 |
| Local             | Resultado | Visitante         | Estadio                       | Fecha       |         |
| ----------------- | --------- | ----------------- | ----------------------------- | ----------- | ------- |
| Rosario Central   | 1 - 1     | Newell's Old Boys | José Amalfitani               | 11 de junio |         |
| Newell's Old Boys | 5 - 3     | Rosario Central   | Arquitecto Ricardo Etcheverri | 13 de junio |         |

#### Segunda fase
A los ganadores de la primera ronda se agregaron Chaco For Ever, River Plate y Talleres (C).
| Llave 1        | Llave 1   | Llave 1        | Llave 1             | Llave 1     | Llave 1 |
| Local          | Resultado | Visitante      | Estadio             | Fecha       |         |
| -------------- | --------- | -------------- | ------------------- | ----------- | ------- |
| Chaco For Ever | 1 - 5     | River Plate    | Juan Alberto García | 11 de junio |         |
| River Plate    | 1 - 1     | Chaco For Ever | Monumental          | 14 de junio |         |

| Llave 2                 | Llave 2   | Llave 2                 | Llave 2                       | Llave 2     | Llave 2 |
| Local                   | Resultado | Visitante               | Estadio                       | Fecha       |         |
| ----------------------- | --------- | ----------------------- | ----------------------------- | ----------- | ------- |
| Ferro Carril Oeste      | 1 - 4     | Gimnasia y Esgrima (LP) | Arquitecto Ricardo Etcheverri | 11 de junio |         |
| Gimnasia y Esgrima (LP) | 0 - 1     | Ferro Carril Oeste      | Del Bosque                    | 14 de junio |         |

| Llave 3      | Llave 3   | Llave 3      | Llave 3            | Llave 3     | Llave 3 |
| Local        | Resultado | Visitante    | Estadio            | Fecha       |         |
| ------------ | --------- | ------------ | ------------------ | ----------- | ------- |
| Talleres (C) | 2 - 1     | Instituto    | La Boutique        | 11 de junio |         |
| Instituto    | 1 - 3     | Talleres (C) | Juan Domingo Perón | 14 de junio |         |

| Llave 4               | Llave 4   | Llave 4           | Llave 4              | Llave 4     | Llave 4 |
| Local                 | Resultado | Visitante         | Estadio              | Fecha       |         |
| --------------------- | --------- | ----------------- | -------------------- | ----------- | ------- |
| Deportivo Mandiyú     | 2 - 1     | Newell's Old Boys | Huracán Corrientes   | 18 de junio |         |
| Newell's Old Boys (*) | 2 - 1     | Deportivo Mandiyú | El Coloso del Parque | 21 de junio |         |

#### Tercera fase
A los ganadores de la segunda ronda se agregaron Deportivo Español, Argentinos Juniors y Platense.
| Llave 1           | Llave 1   | Llave 1           | Llave 1                 | Llave 1     | Llave 1 |
| Local             | Resultado | Visitante         | Estadio                 | Fecha       |         |
| ----------------- | --------- | ----------------- | ----------------------- | ----------- | ------- |
| Deportivo Español | 0 - 0     | Platense          | España                  | 18 de junio |         |
| Platense          | 1 - 4     | Deportivo Español | Ciudad de Vicente López | 22 de junio |         |

| Llave 2                 | Llave 2   | Llave 2                 | Llave 2                       | Llave 2     | Llave 2 |
| Local                   | Resultado | Visitante               | Estadio                       | Fecha       |         |
| ----------------------- | --------- | ----------------------- | ----------------------------- | ----------- | ------- |
| Gimnasia y Esgrima (LP) | 1 - 1     | Argentinos Juniors      | Del Bosque                    | 18 de junio |         |
| Argentinos Juniors      | 4 - 1     | Gimnasia y Esgrima (LP) | Arquitecto Ricardo Etcheverri | 22 de junio |         |

| Llave 3           | Llave 3   | Llave 3           | Llave 3           | Llave 3     | Llave 3 |
| Local             | Resultado | Visitante         | Estadio           | Fecha       |         |
| ----------------- | --------- | ----------------- | ----------------- | ----------- | ------- |
| Newell's Old Boys | 0 - 0     | Talleres (C)      | Coloso del Parque | 25 de junio |         |
| Talleres (C)      | 0 - 1     | Newell's Old Boys | Racing (C)        | 28 de junio |         |

#### Cuarta fase
| Llave 1            | Llave 1   | Llave 1            | Llave 1         | Llave 1    | Llave 1 |
| Local              | Resultado | Visitante          | Estadio         | Fecha      |         |
| ------------------ | --------- | ------------------ | --------------- | ---------- | ------- |
| Argentinos Juniors | 0 - 1     | River Plate        | José Amalfitani | 2 de julio |         |
| River Plate        | 4 - 0     | Argentinos Juniors | Monumental      | 5 de julio |         |

| Llave 2           | Llave 2   | Llave 2           | Llave 2           | Llave 2    | Llave 2 |
| Local             | Resultado | Visitante         | Estadio           | Fecha      |         |
| ----------------- | --------- | ----------------- | ----------------- | ---------- | ------- |
| Newell's Old Boys | 0 - 1     | Deportivo Español | Coloso del Parque | 2 de julio |         |
| Deportivo Español | 0 - 0     | Newell's Old Boys | España            | 5 de julio |         |

#### Quinta fase
| Llave                 | Llave     | Llave             | Llave           | Llave       | Llave |
| Local                 | Resultado | Visitante         | Estadio         | Fecha       |       |
| --------------------- | --------- | ----------------- | --------------- | ----------- | ----- |
| River Plate           | 1 - 0     | Deportivo Español | Monumental      | 12 de julio |       |
| Deportivo Español (*) | 0 - 1     | River Plate       | José Amalfitani | 16 de julio |       |

#### Sexta fase
Al ganador de la quinta ronda se agregó Boca Juniors, como segundo finalista.
El Club Atlético River Plate clasificó a la final por la plaza en la Copa Libertadores 1990, contra el ganador del Torneo Octogonal.
| Final        | Final     | Final        | Final        | Final       | Final |
| Local        | Resultado | Visitante    | Estadio      | Fecha       |       |
| ------------ | --------- | ------------ | ------------ | ----------- | ----- |
| River Plate  | 0 - 0     | Boca Juniors | Monumental   | 19 de julio |       |
| Boca Juniors | 0 - 0     | River Plate  | La Bombonera | 24 de julio |       |

| Desempate    | Desempate | Desempate   | Desempate       | Desempate   | Desempate |
| Equipo 1     | Resultado | Equipo 2    | Estadio         | Fecha       |           |
| ------------ | --------- | ----------- | --------------- | ----------- | --------- |
| Boca Juniors | 1 - 2     | River Plate | José Amalfitani | 27 de julio |           |

### Definición para la clasificación a la Copa Libertadores
Se jugó entre los ganadores del Torneo Octogonal y el Torneo Clasificación.
| Final                                             | Final     | Final       | Final             | Final            | Final |
| Local                                             | Resultado | Visitante   | Estadio           | Fecha            |       |
| ------------------------------------------------- | --------- | ----------- | ----------------- | ---------------- | ----- |
| San Lorenzo                                       | 0 - 1     | River Plate | Tomás Adolfo Ducó | 27 de septiembre |       |
| River Plate                                       | 0 - 0     | San Lorenzo | Monumental        | 31 de octubre    |       |
| River Plate clasificó a la Copa Libertadores 1990 |           |             |                   |                  |       |

## Tabla de descenso
Para la tabla de descenso:
- Se contabilizó 2 puntos por victoria de la temporada 1988-89.
- No se contabilizó el punto extra para los vencedores de las tandas de penaltis.

| Pos  | Equipo                  | Prom. | 1986-87 | 1987-88 | 1988-89 | Total | PJ  |
| ---- | ----------------------- | ----- | ------- | ------- | ------- | ----- | --- |
| 1.º  | Independiente           | 1,219 | 47      | 37      | 55      | 139   | 114 |
| 2.º  | Newell's Old Boys       | 1,192 | 48      | 55      | 33      | 136   | 114 |
| 3.º  | San Lorenzo             | 1,184 | 44      | 49      | 42      | 135   | 114 |
| 4.º  | Racing Club             | 1,157 | 44      | 48      | 40      | 132   | 114 |
| 5.º  | Boca Juniors            | 1,140 | 46      | 35      | 49      | 130   | 114 |
| 5.º  | River Plate             | 1,140 | 39      | 46      | 45      | 130   | 114 |
| 7.º  | Rosario Central         | 1,078 | 49      | 40      | 34      | 123   | 114 |
| 8.º  | Deportivo Español       | 1,070 | 36      | 40      | 46      | 122   | 114 |
| 9.º  | Gimnasia y Esgrima (LP) | 1,017 | 37      | 43      | 36      | 116   | 114 |
| 10.º | Vélez Sarsfield         | 1,008 | 41      | 41      | 33      | 115   | 114 |
| 11.º | Estudiantes (LP)        | 0,973 | 37      | 32      | 42      | 111   | 114 |
| 12.º | Argentinos Juniors      | 0,964 | 28      | 40      | 42      | 110   | 114 |
| 13.º | Talleres (C)            | 0,956 | 38      | 27      | 44      | 109   | 114 |
| 14.º | Ferro Carril Oeste      | 0,938 | 44      | 33      | 30      | 107   | 114 |
| 15.º | Deportivo Mandiyú       | 0,868 | -       | -       | 33      | 33    | 38  |
| 16.º | Platense                | 0,859 | 27      | 38      | 33      | 98    | 114 |
| 17.º | Instituto               | 0,850 | 41      | 33      | 23      | 97    | 114 |
| 17.º | Racing (C)              | 0,850 | 33      | 31      | 33      | 97    | 114 |
| 19.º | San Martín (T)          | 0,842 | -       | -       | 32      | 32    | 38  |
| 20.º | Deportivo Armenio       | 0,776 | -       | 34      | 25      | 59    | 76  |

|  | Descendió al Nacional B. |

## Descensos y ascensos
De acuerdo con los promedios de los tres últimos torneos, Deportivo Armenio y San Martín (T) descendieron al Nacional B y fueron reemplazados para el Campeonato de Primera División 1989-90 por Chaco For Ever y Unión.

## Goleadores
| Jugador              | Jugador          | Goles | Equipo             |
| -------------------- | ---------------- | ----- | ------------------ |
| Bandera de Argentina | Oscar Dertycia   | 20    | Argentinos Juniors |
| Bandera de Argentina | Néstor Gorosito  | 20    | San Lorenzo        |
| Bandera de Argentina | Juan Ramón Comas | 19    | Racing (C)         |
| Bandera de Argentina | Ariel Cozzoni    | 18    | Instituto          |
| Bandera de Argentina | Alberto Acosta   | 15    | San Lorenzo        |
| Bandera de Argentina | Jorge Comas      | 15    | Boca Juniors       |